# Hidschrī-Jahreszählung
Heutiges Datum nach 
 Hidschrī-Jahreszählung:
26. Schauwāl
1446
(= 25. April 2025)

[aktualisieren]
Die Hidschrī-Jahreszählung (arabisch التقويم الهجري, DMG at-taqwīm al-hiǧrī) ist eine Jahreszählung, die vom zweiten Kalifen ʿUmar ibn al-Chattāb im Jahre 638 eingeführt wurde und bis heute eine der Grundlagen der islamischen Zeitrechnung bildet. In ihrer allgemein üblichen Form stützt sie sich auf den Islamischen Mondkalender, nach dem das Jahr 354 oder 355 Tage lang ist und somit 10 bis 12 Tage kürzer als das Sonnenjahr des gregorianischen Kalenders. Ausgangspunkt der Hidschrī-Jahreszählung ist der 1. Muharram des Jahres, in dem die Auswanderung (Hidschra) des Propheten Mohammed von Mekka nach Medina stattfand. In astronomischer Chronologie wird dieser Tag auf den 15. Juli 622 datiert, sonst auch auf den 16. Juli 622. Die Hidschra selbst kam erst am 21. September 622 mit der Ankunft des Propheten in Medina zum Abschluss. Jahresangaben nach dieser Zeitrechnung werden in westlichen Sprachen üblicherweise mit dem Kürzel AH (= Anno Hegirae) oder im Deutschen mit d. H. (= [im Jahr] der Hedschra) versehen. 
Neben der allgemein üblichen Hidschrī-Jahreszählung, die auf dem Mondkalender beruht, kommt in Iran und Afghanistan eine Hidschrī-Jahreszählung zum Einsatz, die auf dem Iranischen Sonnenkalender beruht. Sie wird Hidschrī-Schamsī-Jahreszählung genannt. Auch der Rumi-Kalender, der von 1840 bis 1926 im Osmanischen Reich verwendet wurde, beruhte auf der Hidschrī-Ära.

## Einführung
Vor Einführung der Hidschrī-Jahreszählung war es auf der Arabischen Halbinsel üblich, die Jahre nach bestimmten denkwürdigen Ereignissen zu datieren. So soll Mohammed im Jahr des Elefanten geboren sein, dem Jahr, in dem der abessinische Statthalter des Jemen Abraha mit einem Heer, das auch Elefanten mitführte, nach Mekka zog. Zu den anderen Jahreszählungen, die im 7. Jahrhundert im Vorderen Orient verbreitet waren, gehörten die seleukidische Ära, arabisch auch „Alexander-Ära“, die mit dem 1. Oktober 312 v. Chr. beginnt, die Diokletianische Ära nach dem Regierungsantritt Diokletians am 29. August 284 n. Chr. und die Yazdegerd-Ära, die mit der Krönung des letzten Sassanidenkönigs Yazdegerd III. im Jahre 632 begann.

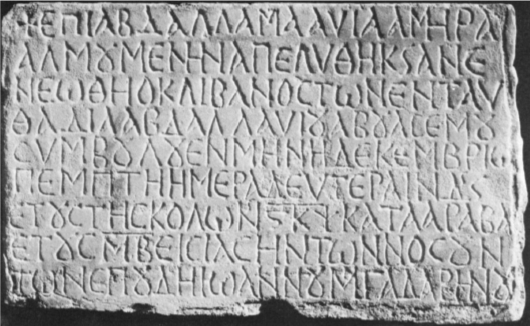
Die Gadara-Inschrift aus dem Jahre 663, der früheste Beleg für die Hidschrī-Jahreszählung

Die Einführung der Hidschra des Propheten von Mekka nach Medina als Ausgangspunkt der islamischen Zeitrechnung erfolgte im Jahre 638 durch ʿUmar ibn al-Chattāb. Anlass dafür waren nach al-Bīrūnī (gest. 1048) Streitigkeiten über Datierungsfragen sowie die Unzufriedenheit mit den bis dahin existierenden Zeitrechnungen, die sich an der Inthronisation nicht-islamischer Herrscher orientierten. Die Tatsache, dass man nicht den Geburtstag des Propheten, den Zeitpunkt seiner Berufung oder seinen Tod als Ausgangspunkt der neuen Zeitrechnung wählte, erklärt al-Bīrūnī damit, dass die Zeitpunkte der ersten beiden Ereignisse umstritten gewesen seien, und der Tod eines Propheten grundsätzlich ein trauriges Ereignis sei, das sich nicht zur Datierung eigne. Über den Zeitpunkt der Hidschra habe dagegen Einigkeit bestanden, und sie sei für den Propheten das gewesen, was der Herrschaftsantritt für die Könige war, denn „nach der Hidschra festigte sich die Angelegenheit des Islams, der Schirk ließ nach, der Prophet entkam den Verfolgungen der Ungläubigen Mekkas, und es begann für ihn eine Folge von Eroberungen.“ Der früheste Beleg für die Jahreszählung, die im Jahr 622 beginnt, ist eine griechischsprachige Inschrift Muʿāwiyas I. aus Gadara aus dem Jahre 663, die auf das 42. Jahr der Araber datiert ist.

## Jahresanfänge
Die folgende Tabelle enthält die nach dem zyklischen Kalender berechneten Jahresanfänge der islamischen Jahre 1436 bis 1471.
Die Schaltjahre sind hervorgehoben:
| islamisches Jahr | greg. Datum        |  | islamisches Jahr | greg. Datum      |  | islamisches Jahr | greg. Datum       |
| ---------------- | ------------------ |  | ---------------- | ---------------- |  | ---------------- | ----------------- |
| 1436             | 25. Oktober 2014   |  | 1448             | 17. Juni 2026    |  | 1460             | 6. Februar 2038   |
| 1437             | 15. Oktober 2015   |  | 1449             | 6. Juni 2027     |  | 1461             | 26. Januar 2039   |
| 1438             | 3. Oktober 2016    |  | 1450             | 25. Mai 2028     |  | 1462             | 16. Januar 2040   |
| 1439             | 22. September 2017 |  | 1451             | 15. Mai 2029     |  | 1463             | 4. Januar 2041    |
| 1440             | 12. September 2018 |  | 1452             | 4. Mai 2030      |  | 1464             | 24. Dezember 2041 |
| 1441             | 1. September 2019  |  | 1453             | 23. April 2031   |  | 1465             | 14. Dezember 2042 |
| 1442             | 20. August 2020    |  | 1454             | 12. April 2032   |  | 1466             | 3. Dezember 2043  |
| 1443             | 10. August 2021    |  | 1455             | 1. April 2033    |  | 1467             | 22. November 2044 |
| 1444             | 30. Juli 2022      |  | 1456             | 21. März 2034    |  | 1468             | 11. November 2045 |
| 1445             | 19. Juli 2023      |  | 1457             | 11. März 2035    |  | 1469             | 31. Oktober 2046  |
| 1446             | 8. Juli 2024       |  | 1458             | 28. Februar 2036 |  | 1470             | 21. Oktober 2047  |
| 1447             | 27. Juni 2025      |  | 1459             | 17. Februar 2037 |  | 1471             | 9. Oktober 2048   |

## Näherungsformel zur Umrechnung
Mit den folgenden Näherungsformeln lassen sich islamische Jahreszahlen in gregorianische umrechnen und umgekehrt:
{\displaystyle C\approx H\cdot {\frac {32}{33}}+622}
{\displaystyle H\approx {\frac {33}{32}}\cdot (C-622)}
Hierbei bezeichnet C die Jahreszahl nach christlicher Zeitrechnung, H die Jahreszahl nach der Hidschra-Zeitrechnung.

## Die Hidschrī-Schamsī-Jahreszählung
Heutiges Datum nach 
 Hidschrī-Schamsī-Jahreszählung:
5. Ordibehesht 1404
(= 25. April 2025)

[aktualisieren]
Neben der Zeitrechnung nach dem islamischen Mondkalender ist im Iran und in Afghanistan seit Beginn des 20. Jahrhunderts auch eine Zeitrechnung nach Sonnenjahren üblich, die die Jahre ebenfalls seit dem Jahr der Hidschra zählt (iranischer Kalender). Die arabische Bezeichnung für diese Zeitrechnung ist hidschri schamsi („Sonnen-Hidschra“). Zur Unterscheidung wird die Zählung der islamischen Mondjahre auch hidschri qamari („Mond-Hidschra“) genannt. Da auf 32 Sonnenjahre etwa 33 Mondjahre kommen, läuft der iranische Sonnenkalender dem islamischen Mondkalender derzeit (2012) etwa 42 Jahre hinterher. Jahresangaben nach der Hidschrī-Schamsī-Jahreszählung werden üblicherweise mit der Abkürzung AHS (lateinisch Anno Hegirae Solaris) oder HŠ (heǧrī-ye šamsī) gekennzeichnet. 
Am 20. März 2016 begann das Hidschri-schamsi-Jahr 1395; es endete am 20. März 2017. Das Hidschri-schamsi-Jahr 1396 begann am 21. März 2017.

## Rumi-Kalender
Eine ähnliche Zeitrechnung war der Rumi-Kalender, der von 1840 im Osmanischen Reich verwendet wurde. Er basierte auf dem Julianischen Kalender, nahm jedoch die Hidschra zum Ausgangspunkt. 1917 wurde er unter Beibehaltung der Hidschrī-Ära auf den Gregorianischen Kalender umgestellt. Anfang 1926 wurde er ganz abgeschafft und durch die „Internationale Zeitrechnung“ (beynelmilel takvim), die auf der christlichen Jahreszählung beruht, ersetzt.